# Estación de Boncourt
La estación de Boncourt es una estación ferroviaria de la comuna suiza de Boncourt, en el Cantón del Jura.

## Historia y situación

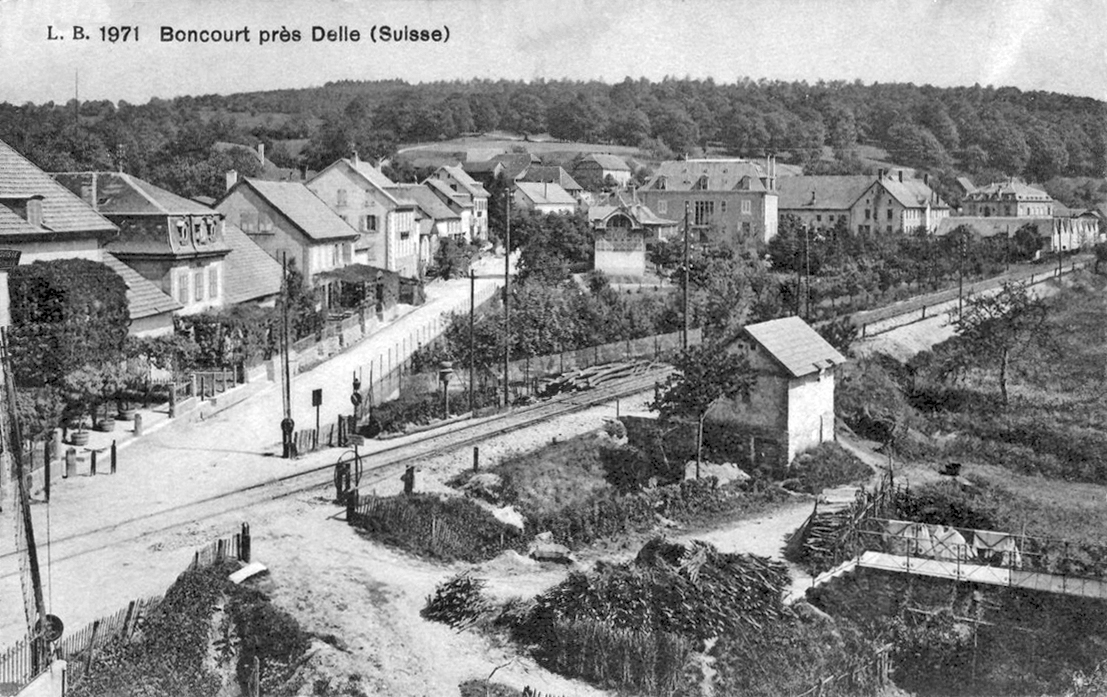
Boncourt (Jura suizo), paso a nivel de la línea Porrentruy-Delle, antes de una estación.

La estación de Boncourt fue inaugurada en el año 1872 con la apertura del tramo Porrentruy - Delle de la línea Delémont - Delle - Belfort por parte de Chemin de fer Porrentruy-Delle (PD). En 1876 PD sería absorbido por Jura-Bern-Luzern-Bahn (JBL). En 1890 Jura-Bern-Luzern-Bahn (JBL) se fusionó con la Compagnie de la Suisse Occidentale et du Simplon (SOS), y la nueva compañía sería Jura-Simplon-Bahn (JS), que pasaría a ser absorbida por los SBB-CFF-FFS en 1902. En 1995 se suprimió el servicio ferroviario entre Delle (lado francés) y Boncourt, recuperándose de nuevo en 2006 al restablecerse los 1600 metros que distan de la estación de Delle de la de Boncourt, permitiendo que los trenes regionales que finalizaban su recorrido en esta estación terminen en Delle.
Se encuentra ubicada en el sureste del núcleo urbano de Boncourt. Cuenta con un andén central al que acceden dos vías pasantes, a las que hay que añadir una vía muerta.
En términos ferroviarios, la estación se sitúa en la línea Delémont - Delle. Sus dependencias ferroviarias colaterales son la estación de Buix hacia Delémont y la estación de Delle, extremo de la línea.

## Servicios ferroviarios
Los servicios ferroviarios de esta estación están prestados por SBB-CFF-FFS:

### Regionales
- RE Biel/Bienne - Grenchen Nord - Moutier - Delémont - Porrentruy - Delle. Trenes cada hora en ambos sentidos.